# Maurice Merleau-Ponty
Maurice Merleau-Ponty, född 14 mars 1908 i Rochefort-sur-Mer, Charente-Maritime, död 3 maj 1961 i Paris, var en fransk fenomenologiskt inriktad filosof som bland annat influerades av Edmund Husserl och Martin Heidegger. Han intresserade sig särskilt för sambandet mellan kunskap och kropp och en del av hans ståndpunkter beträffande kroppen sammanfattas i påståendet "Vi är våra kroppar", som kan tolkas i polemik mot utsagan "Vi har våra kroppar". Merleau-Ponty huvudverk Phénoménologie de la perception (1945) ägnades till stor del åt dylika resonemang. Tillsammans med Jean-Paul Sartre och Simone de Beauvoir grundade Merleau-Ponty 1945 tidskriften Les Temps modernes.

## Biografi
Merleau-Ponty studerade vid École Normale Supérieure (ENS) i Paris där han lärde känna Jean-Paul Sartre. Under 1930-talet studerade Merleau-Ponty gestaltpsykologi såväl som fenomenologi. Under andra världskriget tjänstgjorde han som löjtnant i franska armén och senare i franska motståndsrörelsen.
Mindre känt är Merleau-Pontys kommunistiska engagemang. Detta märks till exempel i boken Humanisme et terreur: essai sur le problème communiste (1947), vilken bland annat utgör ett rasande angrepp på Arthur Koestlers berömda roman Natt klockan tolv på dagen. I boken försvarar Merleau-Ponty stalinismen i Sovjetunionen, inklusive Molotov-Ribbentroppakten. När han sedan distanserade sig från kommunismen, ledde detta till en brytning med Sartre och Simone de Beauvoir.
Sin första avhandling presenterade Merleau-Ponty 1938 med titeln Beteendets struktur (La structure du comportement), en undersökning av beteende utifrån en fenomenologisk och gestaltpsykologisk ståndpunkt. År 1945 lade han fram sin andra avhandling, Varseblivningens fenomenologi (Phénoménologie de la perception), i vilken han bland annat kritiserar Sartres frihetsbegrepp. Merleau-Ponty var också med om att grunda Les Temps Modernes tillsammans med bland andra Sartre. Vid sin död 1961 var Merleau-Ponty professor i filosofi vid Collège de France i Paris.

## Filosofisk teori
Viktigt i Merleau-Pontys tänkande är den levda kroppen, vilket är ett försök att lämna objekt-subjekt-dikotomin. Ett av Merleau-Ponty ofta anfört exempel på problematiken med objekt-subjekt är den blindes käpp. Käppen är inte blott och bart ett objekt för den blinde utan en förlängning av hans kropp, en utvidgad kroppslighet; samma sak med en cykel, en bil, en stol. Tingens enhet med kroppen sedimenteras i kroppen.

## Bilder

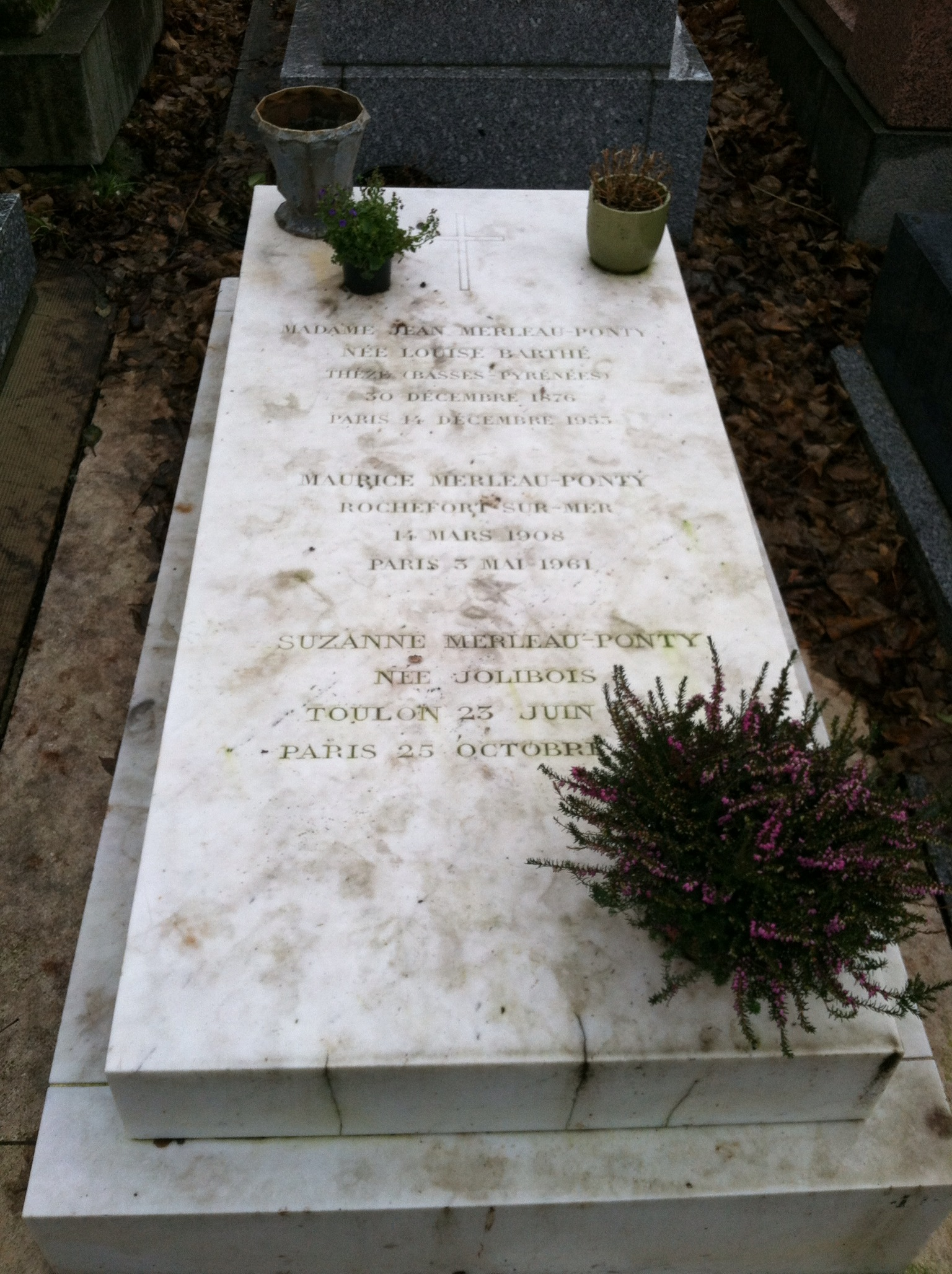
Maurice Merleau-Pontys grav på Père-Lachaise i Paris.